# Royalton (Vermont)
Royalton – miasto w Stanach Zjednoczonych, w stanie Vermont, w hrabstwie Windsor.